# محمدباقر وثوقی
محمدباقر وثوقی (زاده ۱۳۳۷ در لار) نویسنده، و استاد تاریخ دانشگاه تهران است.
کتاب وی تحت عنوان وصف خلیج فارس در نقشه‌های تاریخی در دومین دورهٔ جشنوارهٔ فارابی و دیگر کتابش تحت عنوان اطلس تاریخ بنادر و دریانوردی ایران (همراه با منصور صفت‌گل) در نهمین دورهٔ این جشنواره حائز رتبهٔ برتر شدند.  وی در حوزهٔ تاریخ میانه خلیج فارس و مناسباتش با چین پژوهش و تدریس می‌کند.

## تحصیلات
وی مدرک کارشناسی تاریخ خود را از دانشگاه تربیت معلم، و مدرک کارشناسی ارشد و دکترایش را از دانشگاه تهران اخذ کرده‌است.

## جوایز
- کتاب سال دوره سی و پنجم بابت اطلس تاریخ بنادر و دریانوردی ایران، (همراه با منصور صفتگل)، انتشارات سازمان بنادر و دریانوردی

## آثار
- پژوهشی در زبانشناسی لارستان-  کلمه، ۱۳۶۹.
- خنج گذرگاه باستانی لارستان-  خرم، ۱۳۷۴.
- لارستان و جنبش مشروطیت-  همسایه، ۱۳۷۵.
- لارستان-  دفتر پژوهشهای فرهنگی، ۱۳۸۰.
- تاریخ مهاجرت اقوام در خلیج فارس، ملوک هرموز-  دانشنامه فارس، ۱۳۸۰.
- تحولات سیاسی صفحات جنوبی ایران-  مرکز اسناد و تاریخ دیپلماسی، ۱۳۸۱.
- دزدان دریایی در خلیج فارس-  همسایه، ۱۳۸۳.
- آیت الله لاری و جنبش مشروطه-  مرکز اسناد انقلاب اسلامی، ۱۳۸۳.
- جنگنامه کشم و جرون نامه-  میراث مکتوب، ۱۳۸۴.
- تاریخ خلیج فارس و ممالک همجوار-  سمت، ۱۳۸۴.
- اسناد و مکاتبات آیت‌الله حاج سید عبدالحسین لاری-  مؤسسه تحقیقات و توسعه علوم انسانی، ۱۳۸۵.
- بررسی منابع و مآخذ تاریخ ایران پیش از اسلام. : انتشارات دانشگاه پیام نور، ۱۳۸۵.
- تاریخ مفصل لارستان (دو جلد). (به همراه  منوچهر عابدی راد، کرامت الله تقوی و صادق رحمانی.) همسایه، ۱۳۸۵.
- حزب برادران شیراز به روایت اسناد-  مرکز اسناد انقلاب اسلامی، ۱۳۸۶.
- وصف خلیج فارس در نقشه‌های تاریخی.(به همراه محمد حسن گنجی، جواد صفی‌نژاد، فاطمه فریدی و امیر هوشنگ انوری). بنیاد ایرانشناسی، ۱۳۸۶.
- ارج‌نامه احمدی-  همسایه، ۱۳۸۷.
- محمدباقر وثوقی. بررسی تاریخی سیاسی و اجتماعی اسناد بندر عباس.(به همراه حسن حبیبی): بنیاد ایران‌شناسی، ۱۳۸۷.
- علل و عوامل جابجایی کانون‌های تجاری در خلیج فارس-  پژوهشکده تاریخ اسلام، ۱۳۸۹.
- تصحیح انتقادی مکاتبات دیوانی ایالت فارس و لارستان در دوره صفویه. (به همراه خدیجه عالمی و منوچهر ایزدی). تهران: کتابخانه و مرکز اسناد مجلس شورای اسلامی، ۱۳۸۹.
- پرتغالی‌ها در خلیج فارس-  مرکز اسناد و تاریخ دیپلماسی ایران، ۱۳۹۰.
- میراث دریانوردان ایرانی در بنادر چین (بنادر گوانجو، چوانجو، خانجو). تهران: پژوهشگاه میراث فرهنگی، ۱۳۹۵.
- اطلس تاریخ بنادر و دریانوردی ایران. (به همراه منصور صفت گل) تهران: سازمان بنادر و دریانوردی، ۱۳۹۵.

- jideh, yao, and Mihamad bagher vosoughi. China and South China sea in Islamic Old Maps.: None, 2013.